# Monteciccardo
Monteciccardo är en ort och frazione i kommunen Pesaro i provinsen Pesaro e Urbino i regionen Marche i Italien. Monteciccardo upphörde som kommun den 1 juli 2020 och uppgick i kommunen Pesaro. Den tidigare kommunen hade 1 640 invånare (2018).